# Yang Wenjun
Yang Wenjun (Yichun, 25 de desembre de 1983) és un esportista xinès que va competir en piragüisme en la modalitat d'aigües tranquil·les.
Va participar en dos Jocs Olímpics d'Estiu els anys 2004 i 2008, obtenint dues medalles d'or: una en l'edició d'Atenes 2004 i una en l'edició de Pequín 2008, ambdues en la prova de C2 500 m. Va guanyar dues medalles de bronze en el Campionat Mundial de Piragüisme els anys 2006 i 2007.

## Palmarès internacional
| Jocs Olímpics     | Jocs Olímpics             | Jocs Olímpics | Jocs Olímpics |
| Any               | Lloc                      | Medalla       | Esdeveniment  |
| ----------------- | ------------------------- | ------------- | ------------- |
| 2004              | Atenes ( Grècia)          | 1             | C2 500 m      |
| 2008              | Pequín ( R.P. de la Xina) | 1             | C2 500 m      |
| Campionat del món |                           |               |               |
| Any               | Lloc                      | Medalla       | Esdeveniment  |
| 2006              | Szeged ( Hongria)         | 3             | C1 500 m      |
| 2007              | Duisburg ( Alemanya)      | 3             | C1 500 m      |